# Идилии на краля
Идилии на краля (на английски: Idylls of the King), публикувана между 1856 и 1885 г., е цикъл от дванадесет поеми, написани от английския поет Алфред Тенисън (1809 – 1892). В творбата се разказва легендата за крал Артур, неговите рицари, любимата му Гуиневир и нейната трагична измяна, проследявайки възхода и падението на кралството на Артур. Цялата творба е описание на неуспешния опит на краля да създаде перфектното кралство – от неговото възкачване на власт до негова смърт в ръцете на предателя Мордред. Отделни поеми разказват подробно за делата на други рицари като например Ланселот, Герейнт, Галахад, а също и на други герои като Мерлин и Господарката на езерото. Има преход между идилиите, но централната фигура на Артур свързва всичките истории. Поемите са посветени на Алберт фон Сакс-Кобург-Гота, съпруг на кралица Виктория.
Тенисън базира своята творба на сборника Le Morte d'Arthur (Смъртта на Артур) от Томас Малори, но включва добавки и няколко адаптации, ярък пример от които е съдбата на Гуиневир. Според Le Morte d'Arthur тя е осъдена да бъде изгорена на клада, но е спасена от Ланселот. В „Идилии на краля“ тя бяга в женски манастир и Артур ѝ прощава. Там Гуиневир се разкайва за стореното и остава в манастира до края на живота си. Тенисън също променя традиционното изписване на някои имена, за да запази стихотворната стъпка.
Идилиите са написани в бял стих (освен последния стих, който е александрин). Описанието на природата от поета произхожда от наблюденията му над заобикалящото го, събирани през годините.
Драматичните поеми не са епични нито по структура, нито тон, но в тях се вижда елегична тъга, произлизаща от идилиите на Теокрит. „Идилиите на краля“ често са четени като алегория на социалния конфликт във Британската империя в средата на Викторианската епоха.